# The First Years of Piracy
20 Years in History е първата компилация на германската хевиметъл банда Running wild от 1991 година, включваща презаписани песни от първите им 3 албума.

## Списък на песните
1. Under Jolly Roger – 4:05
2. Branded and Exiled – 3:50
3. Soldiers of Hell – 3:22
4. Raise Your Fist – 4:51
5. Walpurgis Night – 5:19
6. Fight the Oppression – 4:53
7. Marching To Die – 4:37
8. Raw Ride – 4:14
9. Diamonds of the Black Chest – 2:49
10. Prisoner of Our Time – 4:35

## Музиканти
- Rock'n'Rolf – вокал, китари
- Axel Morgan – китари
- Jens Becker – бас
- AC – барабани